# Manuel de Ysasi
Manuel de Ysasi y Lacoste (Cádiz, 17 de noviembre de 1810 - Cape Race, aguas de Terranova, 27 de septiembre de 1854). Bodeguero, diplomático y reformador del sistema postal internacional.

## Biografía
Nacido en el seno de una acomodada familia gaditana de origen vasco procedente de una casa hidalga del Valle de Ayala (Álava),  hijo del comerciante indiano y alcalde de Cádiz  Gregorio de Ysasi y de la jerezana de origen bearnes Juana de Dios Lacoste, fue el mayor de 22 hermanos. 
De familia vinatera de Jerez de la Frontera, dueña de las bodegas Ysasi y Cía, sucesores de Lacoste y Cía con casa en Londres fundada en 1793, se trasladó en 1836 a la City de Londres para hacerse cargo de los asuntos comerciales de la firma familiar Ysasi & Co. con oficinas en el No 5 de Water Lane, Great Tower Street, dedicada a la exportación de vinos de Jerez. 
Figura notable del comercio anglo-español en la Londres y estrecho colaborador del general Espartero durante su exilio en esa ciudad, fue comisario de España para la Gran Exposición celebrada en Londres en 1851. Por sus servicios, se le concedió la Cruz de Caballero de la Orden de Carlos III en 1851 y la reina Isabel II le nombró Cónsul honorario de España en Londres en 1852. 
Murió en el naufragio del SS Arctic frente a las costas de Terranova, durante un viaje promocional a Estados Unidos, al ceder su lugar en la balsa salvavidas a una mujer.[cita requerida]

## Reforma postal
Durante su estancia en Londres vio la necesidad de crear un organismo internacional, con el objeto de que un envío postal desde un país pudiera llegar a cualquier otro sin impedimentos, cosa que en aquel tiempo no sucedía. Para lograr su objetivo viajó por diversos países entre ellos Rusia, Austria, Bélgica, Francia, diversos estados Italianos, Túnez, los Estados pontificios, Malta y países de América, proponiendo su idea de desarrollar una unión postal universal. 
Ocupó diferentes cargos en asociaciones postales:
- Secretario Honorario de la International Postage Association, Royal Society of Arts, Londres, presidida por Lord Granville.
- Secretario de la Academia Iberoamericana y Filipina de la Historia Postal.

Por su labor en favor de un servicio de correos universal, precursor de la Unión Postal Universal, fue homenajeado en 1979, con un sello de correos de España